# Philodromidae
Famille
Les Philodromidae sont une famille d'araignées aranéomorphes.
Elles sont regroupées avec les Thomisidae sous le terme d’araignées-crabes en raison de la longueur plus importante de leurs deux paires de pattes antérieures.

## Distribution

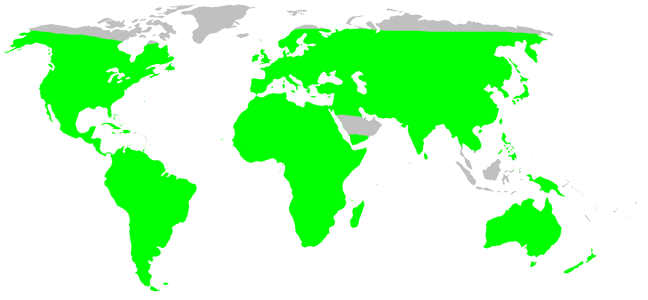
Distribution

Les espèces de cette famille se rencontrent sur tous les continents sauf aux pôles.

## Description

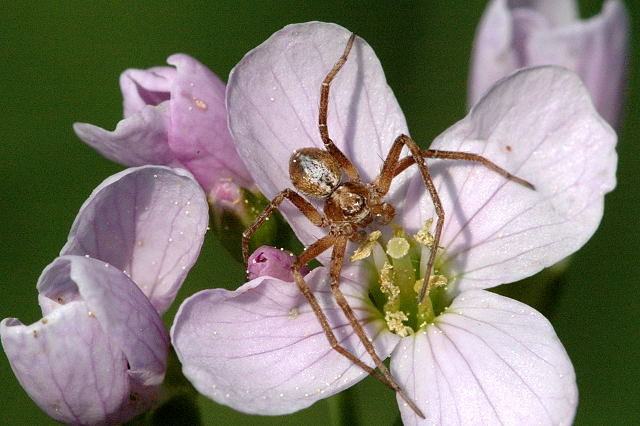
Philodromus aureolus

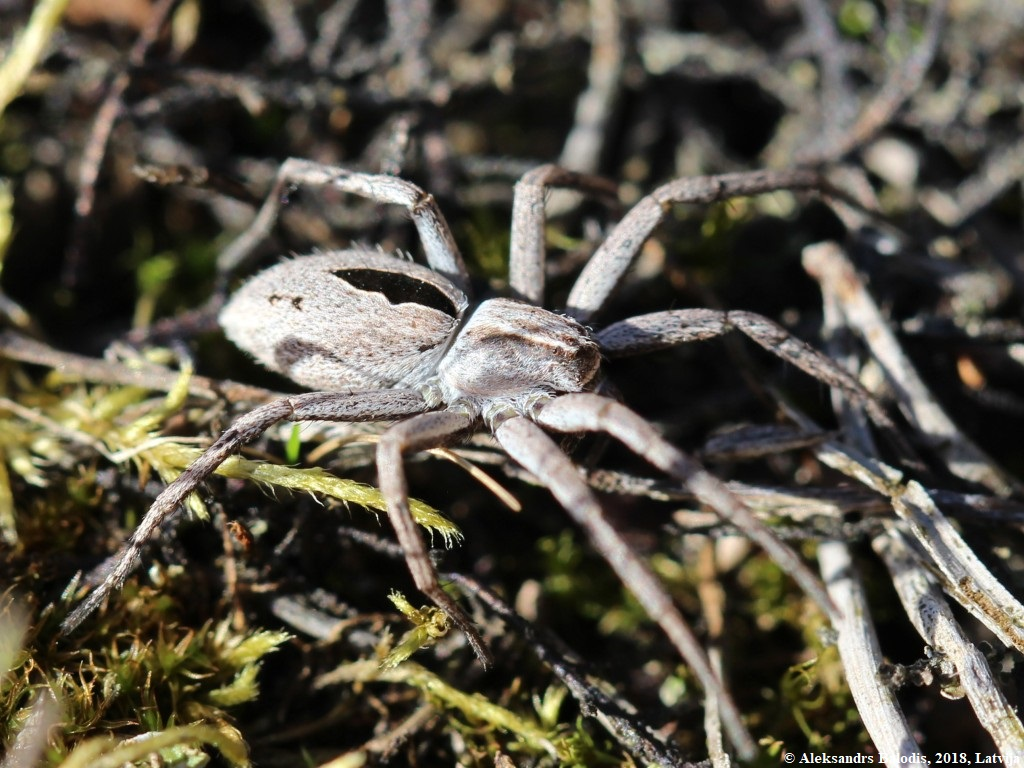
Thanatus formicinus

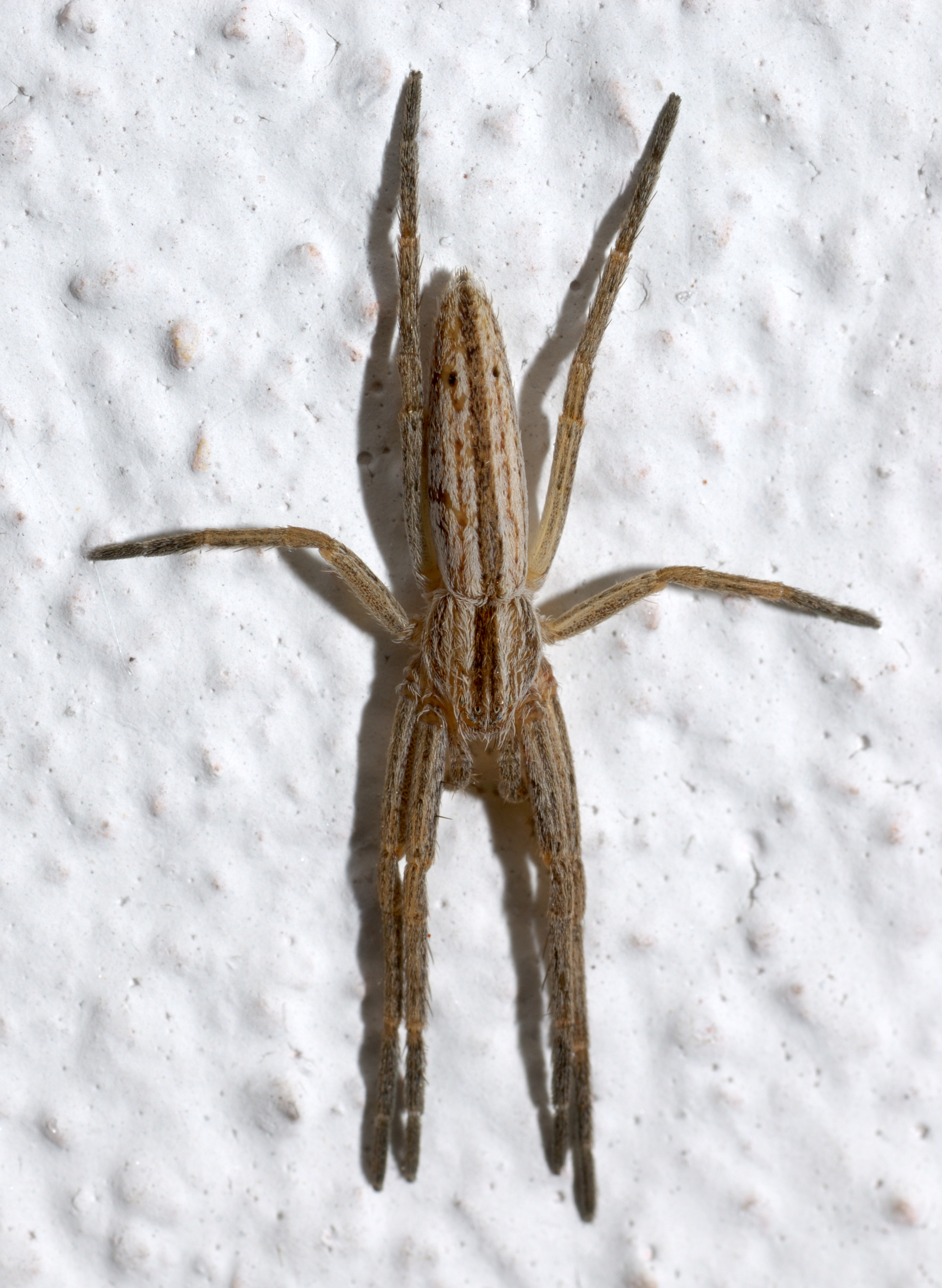
Tibellus oblongus

Ces araignées, au corps aplati et aux pattes presque de longueur égales, se déplacent très rapidement et sont capables de bonds soudains. Elles chassent à l'affût dans la végétation.

## Paléontologie
Cette famille est connue depuis le Crétacé.

## Liste des genres
Selon World Spider Catalog (version 25.5, 28/01/2025) :
- Apollophanes O. Pickard-Cambridge, 1898
- Celerrimus Lecigne, Cornic, Oger & Van Keer, 2019
- Cleocnemis Simon, 1886
- Ebo Keyserling, 1884
- Eminella Özdikmen, 2007
- Fageia Mello-Leitão, 1929
- Gephyrellula Strand, 1932
- Gephyrina Simon, 1895
- Gephyrota Strand, 1932
- Halodromus Muster, 2009
- Hirriusa Strand, 1932
- Pagiopalus Simon, 1900
- Paracleocnemis Schiapelli & Gerschman, 1942
- Pedinopistha Karsch, 1880
- Petrichus Simon, 1886
- Philodromops Mello-Leitão, 1943
- Philodromus Walckenaer, 1826
- Procleocnemis Mello-Leitão, 1929
- Psellonus Simon, 1897
- Pseudopsellonus Balogh, 1936
- Pulchellodromus Wunderlich, 2012
- Rhysodromus Schick, 1965
- Sinodromus Yao & Liu, 2024
- Suemus Simon, 1895
- Thanatus C. L. Koch, 1837
- Tibelloides Mello-Leitão, 1939
- Tibellus Simon, 1875
- Tibitanus Simon, 1907
- Titanebo Gertsch, 1933
- Vacchellia Caporiacco, 1935

Selon World Spider Catalog (version 23.5, 2023) :
- † Balticodromus Wunderlich, 2022
- † Cretadromus Cheng, Shen & Gao, 2009

## Systématique et taxinomie
Cette famille a été décrite par Thorell en 1870 comme une sous-famille des Thomisidae. Elle est élevée au rang de famille par Homann en 1975.
Cette famille rassemble 527 espèces dans 30 genres.

## Publication originale
- Thorell, 1870 : « On European spiders. Part 2. » Nova acta Regiae Societatis Scientiarum Upsaliensis, sér. 3, vol. 7, p. 109-242 (texte intégral).